# Centre d'Estudis Colombins
El Centre d'Estudis Colombins (CEC) és una associació dedicada a l'estudi dels lligams històrics entre Cristòfor Colom i el descobriment d'Amèrica i el món català, particularment, en la possible catalanitat de Cristòfor Colom. El Centre va néixer el 1989 arran d'un cicle de conferències organitzat per Òmnium Cultural a Barcelona.
L'associació és una delegació funcional d'Òmnium Cultural amb caràcter jurídic propi, que aplega experts, estudiosos i simpatitzants, cadascú amb una funció definida, interessats en la recerca, l'estudi i la promoció dels lligams històrics que hi ha, des de qualsevol vessant de la ciència, entre els Països Catalans, el Descobridor i la Descoberta aliens, en principi, als esdeveniments posteriors de la conquesta i la colonització.
Formen o han format part del Centre, entre d'altres, Pere Català i Roca, Joaquim Arenas i Sampera, Miquel Porter Moix, Francesc Albardaner, Nito Verdera, Miquel Manubens, i Charles J. Merrill.
Entre les activitats de l'entitat hi ha l'elaboració i edició del Butlletí del Centre, la Tertúlia Colombina, palestra on els estudiosos nostrats i forasters exposen temes que són fruit de la seva recerca o estudi, conferències, col·loquis i taules rodones a petició d'associacions i entitats, i l'edició i difusió de treballs que elaboren els socis i la promoció de l'edició de llibres que facin referència a Colom i el món català.
Les aportacions més destacades en estudis o col·laboracions de l'entitat són les següents:
- Cal·ligrafia. Després de notar que la cal·ligrafia de Colom no és italiana ni castellana, els professors de paleografia Mossèn Gabriel Roura (Universitat de Girona) i Montserrat Sanmartí (Universitat Rovira i Virgili) confirmen que la cal·ligrafia és catalana i similar a la d'altres catalans contemporanis de Colom.[5]
- Lexicometria. Basant-se en les freqüències d'interferències fonètiques en els escrits en castellà de Colom, Lluís de Yzaguirre i Maura, professor de la Universitat Pompeu Fabra, identifica la llengua materna com a català oriental de la Catalunya Vella i exclou el dialecte genovès i l'occità del segle xv.[6]
- Identificació genètica. El Centre col·labora amb José Antonio Lorente Acosta, professor de medicina forense de la Universitat de Granada, que analitza l'ADN de les restes de Cristòfor Colom, el seu germà Diego i el seu fill Hernando.[7][8] Una primera conclusió és que l'edat de Diego Colom no es correspon amb la de Giaccomo Colombo. En aquest moment està en estudi la comparació de l'ADN de Cristòfor amb una àmplia mostra de població de possibles famílies Colom de diferents orígens.